# Tamborrada de San Sebastián
La tamborrada de San Sebastián es la fiesta con la que cada 20 de enero la ciudad de San Sebastián, capital de la provincia de Guipúzcoa aparte de en la capital se celebra en otra ciudad Guipuzcoana  Azpeitia en el País Vasco, celebra el día de San Sebastián, su santo patrón.
La fiesta de la tamborrada consiste en una serie de desfiles de tambores y replicantes que van tocando piezas, en su mayoría compuestas ex profeso para el acto por Raimundo Sarriegui en el siglo XIX. Los que portan tambor van ataviados con trajes militares napoleónicos, mientras que los replicantes, que portan barriles de madera, van vestidos de cocineros.

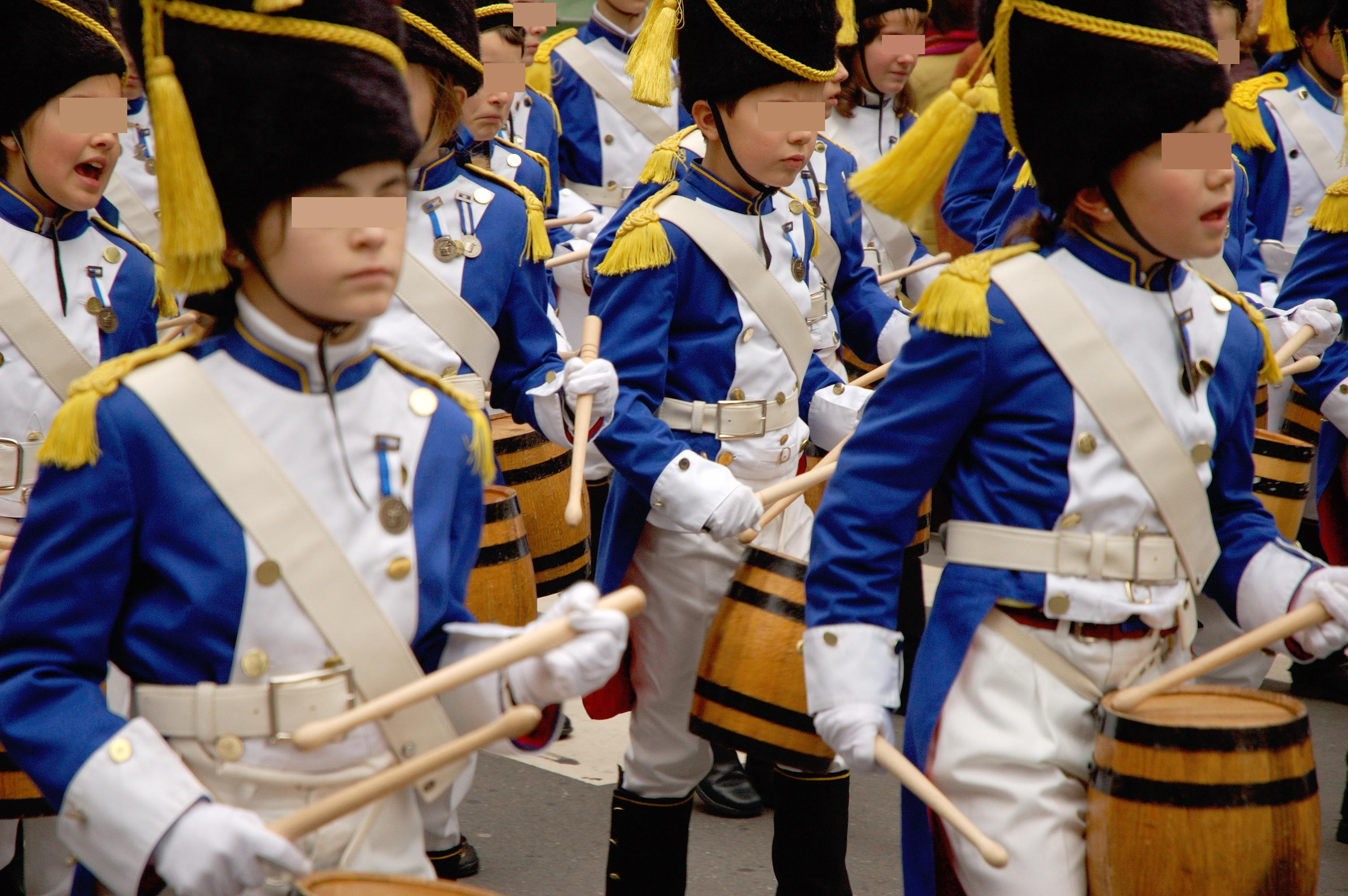
Desfile de una de las compañías de la Tamborrada infantil (colegio Mª Auxiliadora) el 20 de enero de 2001.

## Historia

### Antecedentes históricos de la celebración del Día de San Sebastián
Los antecedentes de la celebración del día de San Sebastián en la ciudad del mismo nombre se remontan al año 1597. Aquel año se produjo una epidemia de peste en Pasajes de San Pedro, que por aquel entonces era todavía un barrio donostiarra. Muchos donostiarras acudieron en peregrinación a la Iglesia de San Sebastián El Antiguo rogando por la protección del santo Sebastián. Aquella iglesia se encontraba extramuros en el actual barrio de El Antiguo, donde había existido el primitivo núcleo de población de la villa, antes de su fundación y había dado el nombre a la ciudad. La epidemia remitió y en agradecimiento los vecinos hicieron el voto perpetuo de tomar a San Sebastián como patrón de la ciudad y celebrar anualmente, el 20 de enero, su festividad.
La celebración consistía originalmente en una procesión cívico-religiosa, con música de tambores, flautas y dantzaris, que desde la Iglesia de Santa María en la ciudad amurallada trasladaba hasta El Antiguo la reliquia del santo a través del arenal que era el actual paseo de la Concha. La fiesta se enfrentaba, sin embargo, al problema de que según el santoral católico, la festividad de San Sebastián caía en el 20 de enero, coincidiendo con el mes más frío y uno de los más lluviosos del año, en las fechas menos apropiadas para realizar una procesión de este tipo. El ayuntamiento trató repetidas veces sin éxito que la Iglesia autorizara un traslado de la festividad a fechas más veraniegas. El 31 de agosto de 1813 se perdieron las reliquias del santo durante la toma y quema de la ciudad por los ingleses. Este hecho, que dejó a la procesión sin parte de su sentido, unido a las históricas quejas por el mal tiempo hicieron que el ayuntamiento se plantara finalmente ante la Iglesia y en 1831 decidiera unilateralmente no tomar parte en la procesión. Ante este hecho, la Iglesia concedió un permiso para que la fiesta se celebrara dentro de las murallas de la ciudad (en la actual Parte Vieja) y más concretamente en la Basílica de Santa María del Coro. La desaparición de la procesión tradicional y el cambio de lugar de celebración de la fiesta dieron lugar a profundos cambios en la forma de la misma durante los siguientes años. En paralelo a los festejos religiosos fue tomando cada vez más fuerza la consideración del Día de San Sebastián como un preludio de los Carnavales, siendo de alguna forma el pistoletazo de salida para varias semanas de eventos carnavalescos, que se cerraban con el Entierro de la Sardina.
El carácter religioso originario de la fiesta no se ha perdido totalmente, ya que aún hoy en día se celebra una solemne misa en la Basílica de Santa María del Coro el 20 de enero, pero se trata ya de un elemento marginal de la fiesta.

### Origen de la Tamborrada de San Sebastián
No parece que la Tamborrada tenga un origen directo en las Guerras Napoleónicas. Hasta el derribo de las murallas de la ciudad en 1863, San Sebastián fue una plaza militar y todas las mañanas un pequeño desfile militar atravesaba la Parte Vieja, desde el Cuartel de San Telmo (actual Museo de San Telmo) hasta la Puerta de Tierra en las Murallas (ya desaparecida, donde se ubica actualmente el Boulevard), para proceder al relevo de la guardia. En una ciudad sometida a un régimen castrense, pero que era muy carnavalera, no es de extrañar que surgiera tarde o temprano una imitación paródica de esos desfiles militares que la cruzaban a diario.

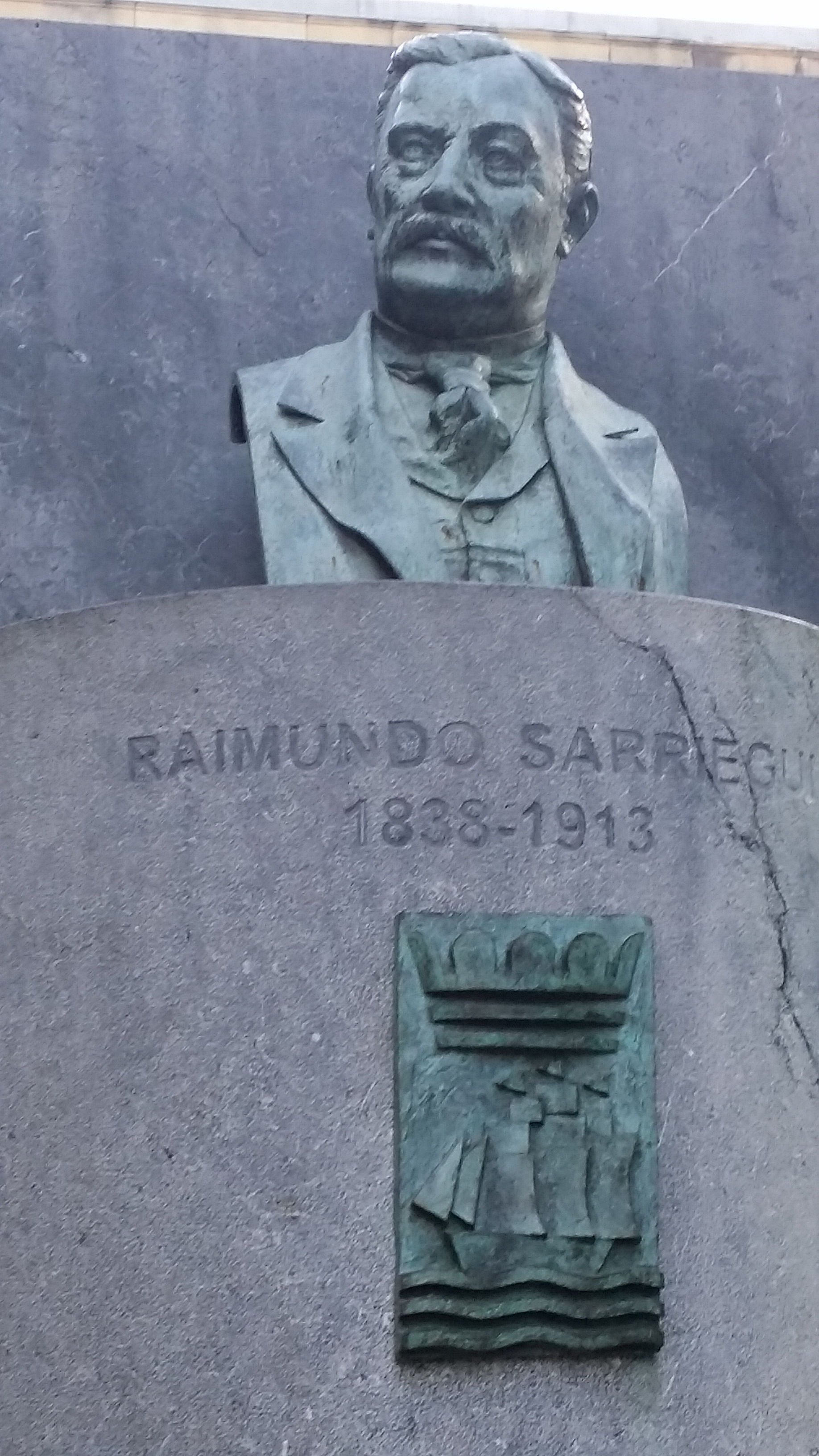
Escultura en homenaje a Raimundo Sarriegi en San Sebastián.

En algún momento de la década de 1830, probablemente entre 1834 y 1836, nació una comparsa de Carnaval que salía hacia las 5 de la mañana el día de San Sebastián a modo de diana para anunciar la sokamuturra (toros ensogados) que se celebraba ese día, como en todos los días de gran fiesta, en la plaza de la Constitución. Se trataba de una comparsa de carnaval en la que cada cual se disfrazaba de forma distinta y divertida, sin uniformidad. Tras finalizar su recorrido, la comparsa se unía al tamboril y entraba de forma conjunta en la Plaza de la Constitución. Durante treinta años se tocarían músicas como Urra papito, Pastelero e Iriyarena (el primitivo) y la Marcha de San Sebastián original del maestro Santesteban, además de distintos pasacalles populares. La Tamborrada de la Unión Artesana, que es la que cierra actualmente la fiesta, está considerada como la heredera directa de esta Tamborrada original. Aunque Unión Artesana surgió en 1870 y sacó una Tamborrada por primera vez en 1871, es heredera de una sociedad más antigua "La Fraternal", a la que absorbió en 1879 y que se cree estaba entre las organizadoras de las primeras comparsas de tamborrada.
El compositor Raimundo Sarriegui compuso en la segunda mitad del siglo XIX para esta comparsa el grueso de las piezas que actualmente se tocan en el Día de San Sebastián. En 1861 compuso la actual Marcha de San Sebastián, que vino a sustituir a la anterior que era obra de José Juan Santesteban. Sarriegui no solo compuso música para la Tamborrada, sino un amplio repertorio que abarcaba diferentes comparsas y todo el ciclo de los Carnavales donostiarras (Tamborrada de San Sebastián, Caldereros, Iñudes, Recepción del Rey Momo, Entierro de la sardina, etc.). La letra de la Marcha de San Sebastián, escrita por Serafín Baroja, padre del famoso escritor Pío Baroja, hace al final referencia a la llegada de los Carnavales, dando a entender que la fiesta se concebía en aquella época como el primer hito de los Carnavales.
En 1881 el Ayuntamiento entregó a las sociedades organizadoras de la Tamborrada antiguos tambores que se guardaban en el Cuartel de San Telmo y al año siguiente hizo lo mismo con trajes que, procedentes de las tropas napoleónicas, se conservaban en dicho cuartel, motivo por el que este año de 1882, por vez primera, la tamborrada salió uniformada con trajes de época napoleónica y con tambores. En 1886 se añadieron a la comparsa los barriles, que vienen a simbolizar a los habitantes locales de la ciudad que tocaban el barril o los cubos de agua mientras esperaban en su turno en las fuentes y replicaban con esos instrumentos los tambores de los militares.

### Evolución durante elsigloXX
A principios del siglo XX, la Tamborrada no estaba todavía desligada de los Carnavales, y aunque los integrantes de la misma estaban uniformados con trajes de época, incorporaban elementos carnavalescos que hoy en día resultarían chocantes.
En 1902 la fiesta pasó por un periodo de crisis, después de que el alcalde Sebastián Machimbarrena prohibiera la celebración de la tradicional sokamuturra. Las sociedades que organizaban la Tamborrada decidieron suspenderla en señal de protesta. Esta suspensión se prolongó durante tres años, hasta que se recuperó la fiesta en 1905.

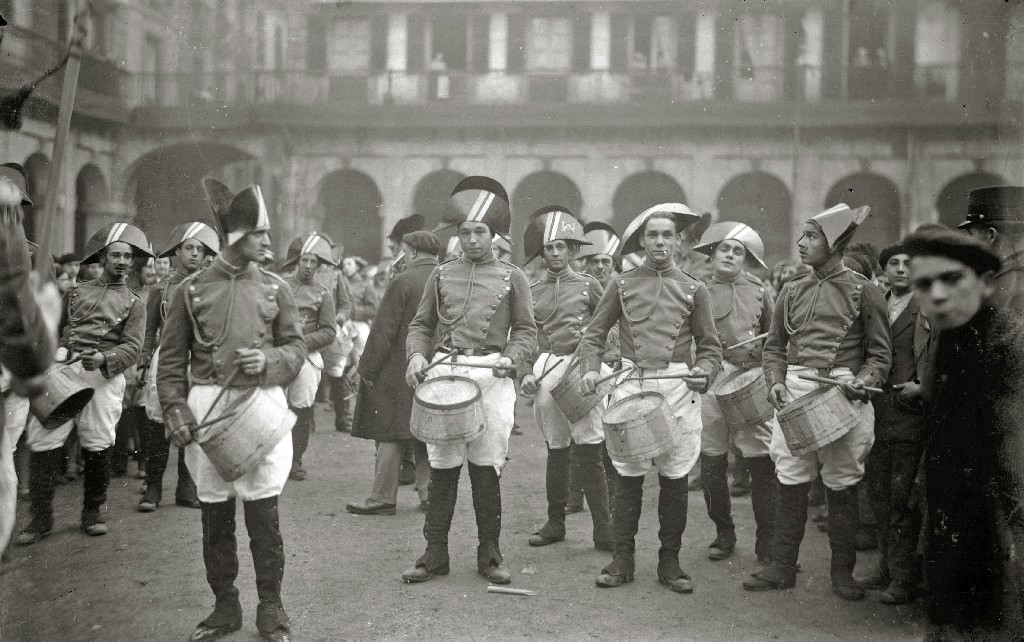
Compañía de la sociedad Unión Artesana en 1928

En 1920 eran cuatro las comparsas que salían desfilando el Día de San Sebastián, organizadas por las sociedades Unión Artesana, Euskal Billera, Donosti-Zarra y Umore Ona. Las dos primeras desfilaban por la Parte Vieja, Donosti-Zarra lo hacía por el barrio de El Antiguo y Umore Ona por el barrio de Gros a partir de 1908.
En 1924 se comenzó a celebrar la "Izada" de la bandera de la ciudad en el mástil del que entonces era el ayuntamiento de la ciudad (actual Biblioteca Municipal) en la Plaza de la Constitución. Desde 1934 es la sociedad "Gaztelubide" la que toca durante dicho acto, que marca el inicio de la fiesta.

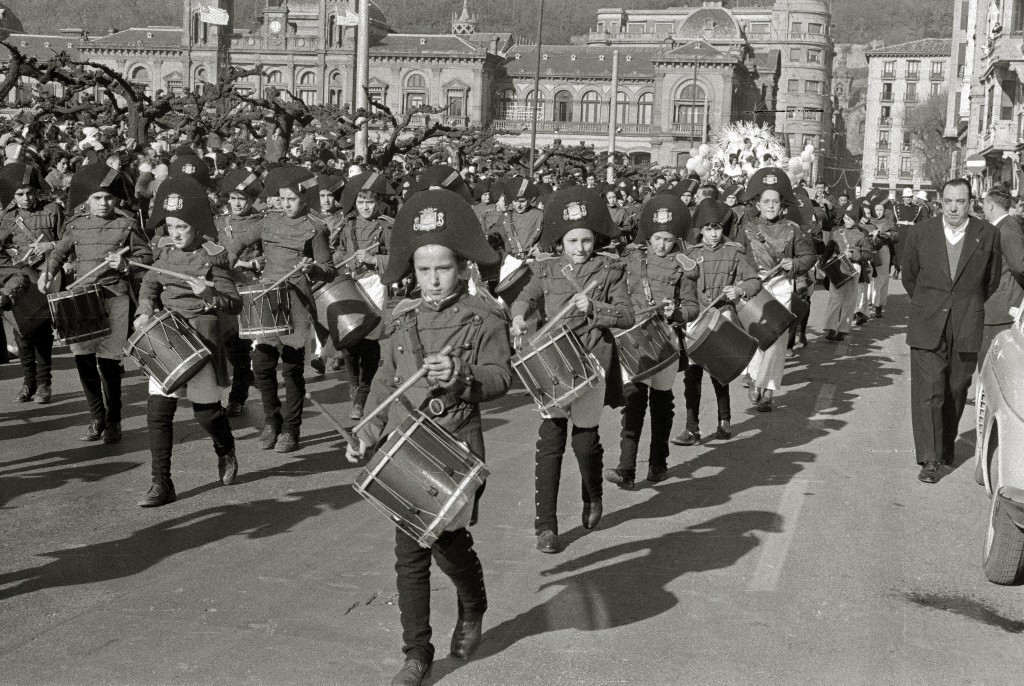
Compañía Infantil de la sociedad Euskal Billera en 1960

Paulatinamente, la Tamborrada pasó a diferenciarse cada vez más de los Carnavales hasta desligarse casi totalmente de esta fiesta. La larga prohibición oficial de los Carnavales en España entre 1937 y 1976 por parte de la dictadura franquista contribuyó a este hecho, ya que mientras los Carnavales propiamente dichos dejaron de celebrarse en ese periodo, la Tamborrada y los Caldereros (otra fiesta popular vinculada a los Carnavales que se celebraba antes de los mismos) pudieron proseguir sin problemas. A partir de 1976, el Carnaval se recuperó en la ciudad, pero ya sin la pujanza de antaño y sin tener la importancia de la Tamborrada. Fruto de esta diferenciación está el hecho de que actualmente los donostiarras nunca utilizan el verbo "disfrazarse", sino "vestirse" cuando se refieren a sus trajes de Tamborrada.
Poco a poco el número de compañías de la Tamborrada fue aumentando a lo largo del siglo XX. En 1976 eran 16 y en 2023 su número se eleva ya a 158.
También ha sido progresiva la incorporación de las mujeres a la fiesta. Originalmente solo podían participar como cantineras. En 1980 salió la primera tamborrada mixta en la que las mujeres tomaban parte tocando un instrumento. La precursora fue la sociedad "Kresala" que creó la figura de las aguadoras tocando la herrada como medio de incorporar las mujeres a la fiesta. En la mayor parte de las tamborradas, la mujer se incorporó activamente en la fiesta en la década de 1990 desfilando como tamborreras, barrileras y/o "aguadoras". Hoy en día todavía existen sociedades que solo permiten a las mujeres participar como cantineras.
La tamborrada más numerosa actualmente -5000 participantes- es la tamborrada infantil. Desfiló por vez primera en 1927. En los primeros años estuvo formada únicamente por la compañía de la sociedad Euskal Billera. En 1961 hubo un intento de toma de control de la tamborrada por parte de la sección juvenil del Movimiento, que fue contrarrestada mediante la incorporación al desfile de varias compañías organizadas por diversos colegios de la ciudad, cuyo número se vio considerablemente incrementado a lo largo de los años.

## Composición de las Tamborradas
Cada Tamborrada debe estar patrocinada por una sociedad benéfica, cultural, deportiva, gastronómica o recreativa de la ciudad. Actualmente se exige que esa sociedad vinculada con la Tamborrada esté legalmente establecida.

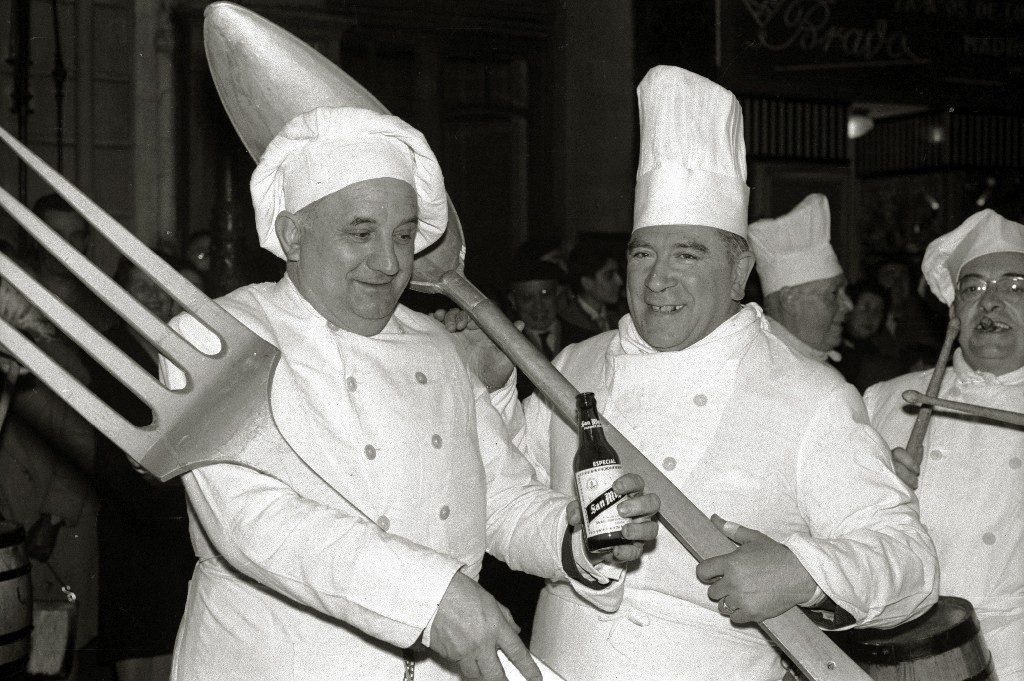
Gastadores

Cada Tamborrada debe uniformarse tanto en el vestuario como en el número de componentes. Sus componentes suelen dividirse en diferentes compañías, debiendo haber al menos una compañía de tambores y otra de barriles. También es obligatorio que la Tamborrada desfile acompañada de una banda de música. Los componentes de la Tamborrada suelen dividirse en los siguientes papeles.
- Gastadores: no es obligatorio que una Tamborrada cuente con escuadra de gastadores, pero de haberla debe tener un mínimo de 3 componentes. Suele ser generalmente un grupo reducido de personas dirigidos por un cabo de gastadores. Los gastadores no tocan ningún instrumento y desfilan encabezando la Tamborrada. Suelen portar cuchillos, tenedores o cucharas de enormes dimensiones como "armas". En algunas Tamborradas visten de soldado y en otras de cocinero. Los gastadores suelen realizar coreografías, desfilan, bailan y acompañan a los tamborreros y barriles.Abanderado y cantineras

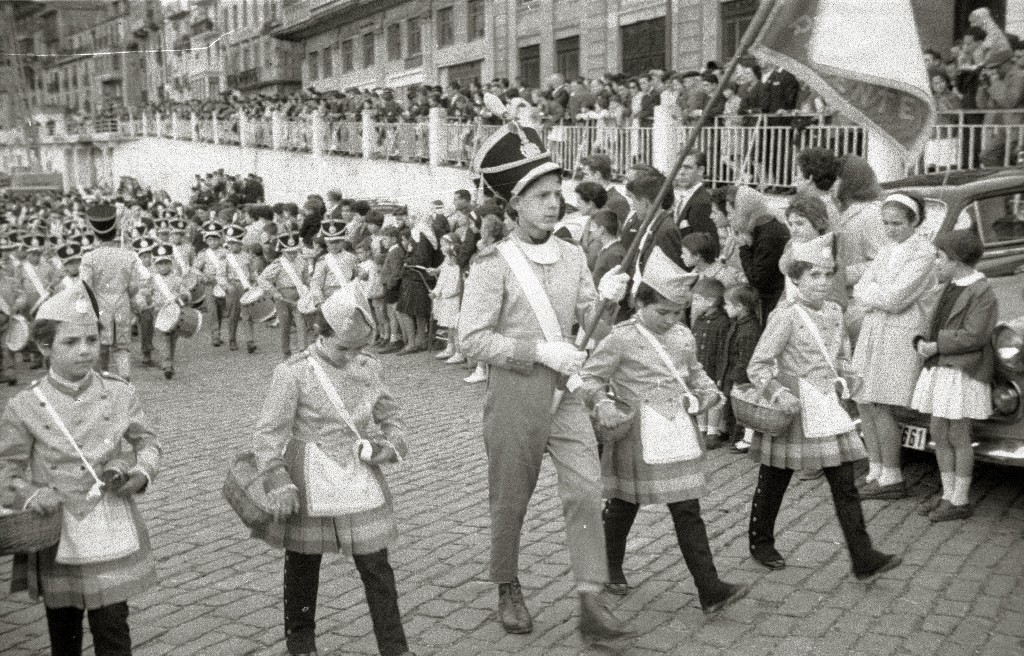
Abanderado y cantineras

- Abanderados: desfilan al frente de las compañías portando el estandarte o bandera de la sociedad a la que representa la Tamborrada y la bandera de la ciudad de San Sebastián, que es obligatoria. Es opcional que lleven la ikurriña.

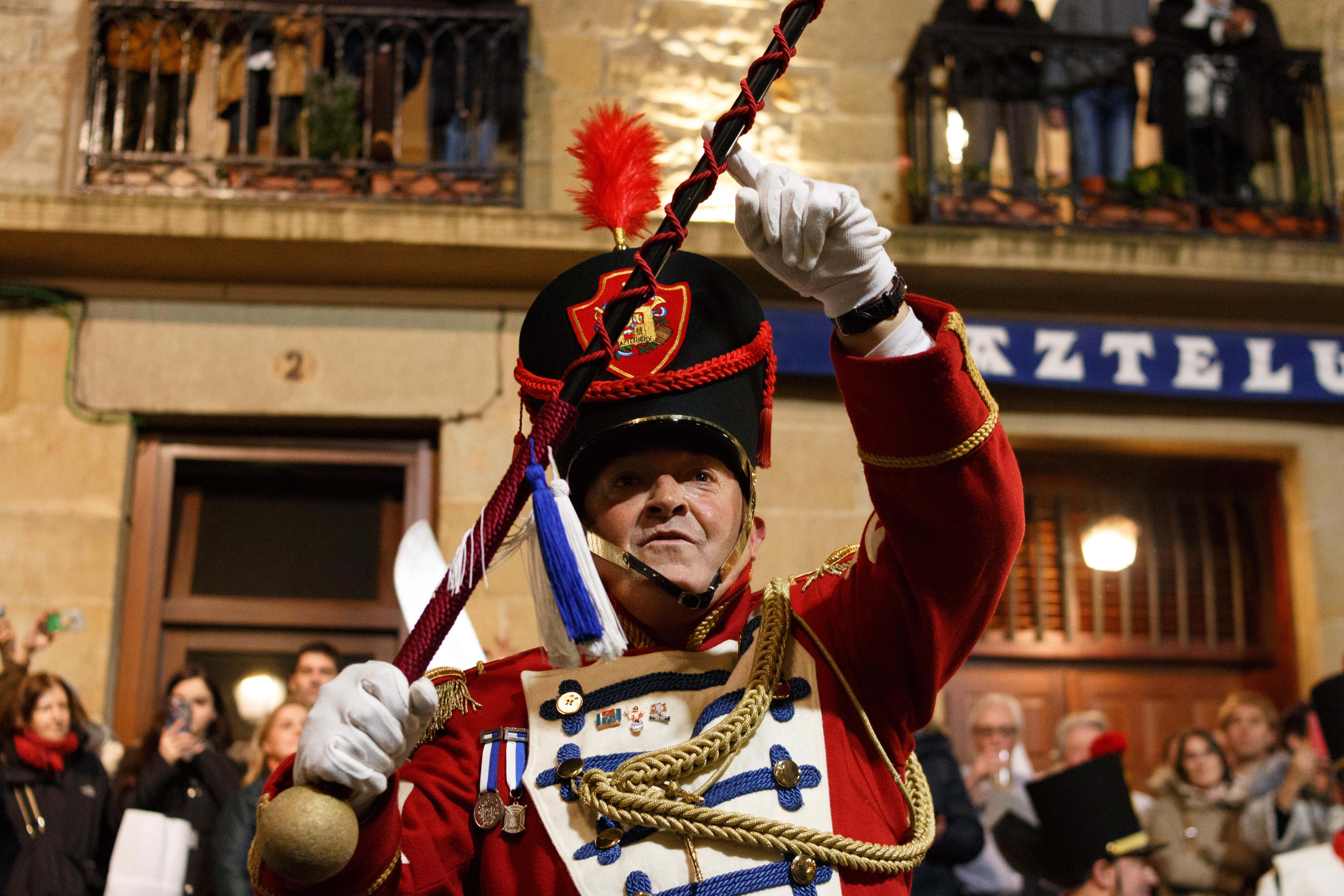
Tambor Mayor

- Tambor MayorCantineras: desfilan detrás de los abanderados. Suelen ser casi exclusivamente mujeres, llevan un uniforme propio y generalmente un pequeño cesto. Representan a las mujeres que solían acompañar a los ejércitos llevando comida y bebida a los soldados. Suelen encargarse de llevar los palillos de reserva para los tambores y barriles. No hay reglamentado un número mínimo de cantineras por compañía ni es obligatorio que las haya, aunque suelen ser habituales. Años atrás, todas las Tamborradas eran exclusivamente masculinas y las mujeres solo podían participar como cantineras. Este es el único papel que siguen teniendo reservado en algunas tamborradas exclusivamente masculinas que siguen existiendo todavía.
- Tambor mayor: es la máxima autoridad de la Tamborrada. Viste el uniforme de los tambores aunque lleva algún elemento diferenciador. Su elemento más característico es el bastón de mando provisto de cortas cintas en su parte superior. Mediante este bastón dirige la Tamborrada. Dirige los golpes que tamborreros y barrileros/aguadoras han de dar a los tambores (bastón vertical), a los barriles/herradas (bastón horizontal cuando el golpe no es unísono con los tambores) o los palillos entre sí (bastón horizontal); le sirve también para indicar la finalización de cada pieza (bastón invertido).

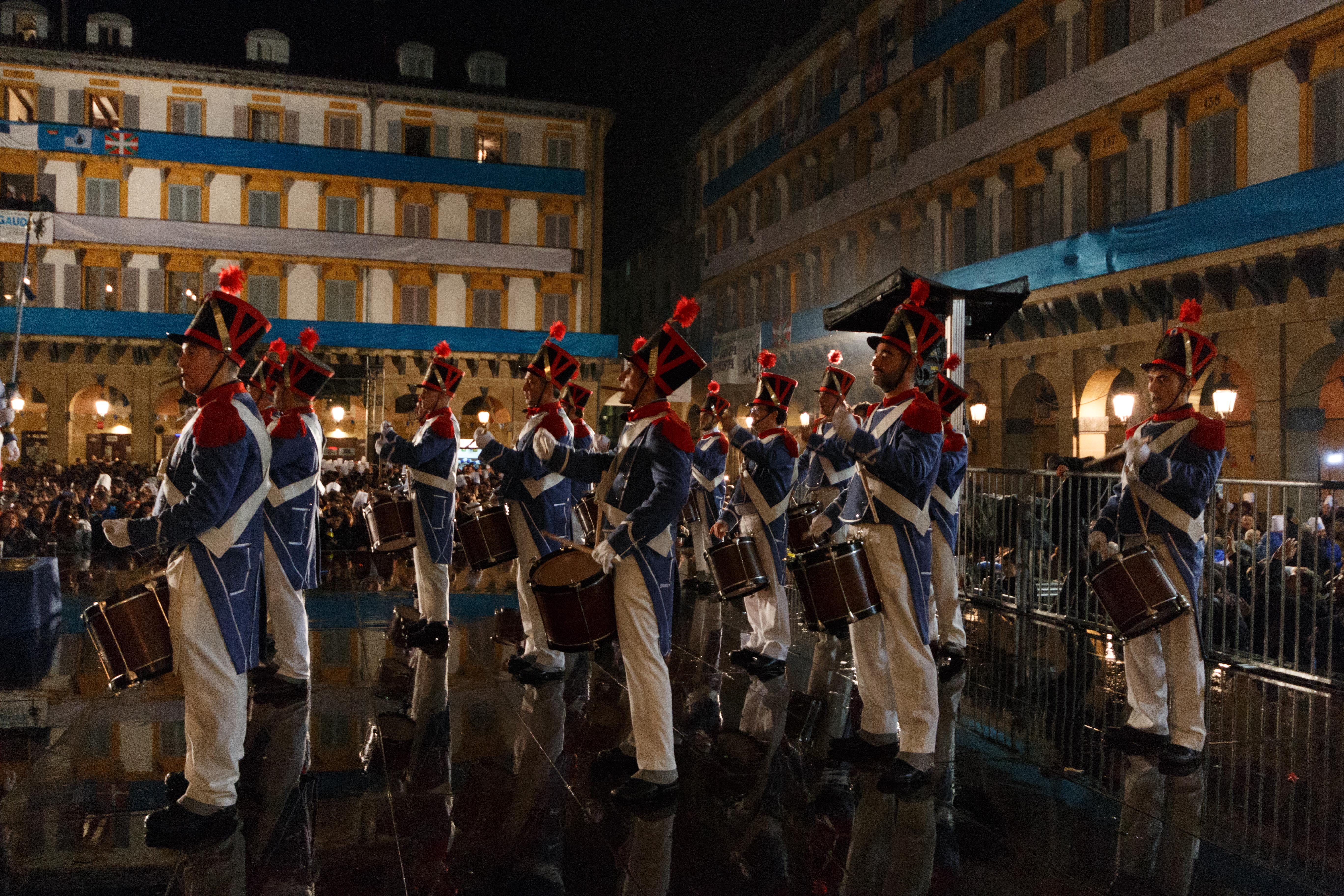
Tambores, habitualmente vestidos de soldado

- Tambores, habitualmente vestidos de soldadoTambores: tocan el tambor y debe haber un número mínimo de 20 para formar una compañía. Suelen utilizar generalmente como vestuario un traje militar de la época napoleónica. Los trajes empleados por las tamborradas suelen estar basados en uniformes reales de la época y cada Tamborrada suele tener su propio diseño, que es aderezado con los escudos o simbología propios de cada sociedad. En algunas tamborradas, los tambores suelen vestir los trajes tradicionales de cocineros y aguadoras propios de los barriles en vez de los trajes militares, lo que también está permitido por la normativa de la Tamborrada. El tambor mayor puede estar auxiliado por cabos de tambores, especialmente en caso de que la Tamborrada tenga más de una compañía de tambores.
- Banda: debe tener un mínimo de 14 componentes. El reglamento de la Tamborrada no permite que estas desfilen con música pregrabada (salvo la Tamborrada Infantil), por lo que siempre van acompañadas por una banda de música, que toca en directo. Las bandas no suelen ser propiamente miembros de las Tamborradas, sino que son contratadas por estas para que las acompañen durante el desfile. Por la gran demanda de bandas de música durante ese día, estas no suelen ser bandas locales, sino que vienen de otras poblaciones, incluso de provincias vecinas; y a veces acompañan a más de una Tamborrada a lo largo de la jornada.

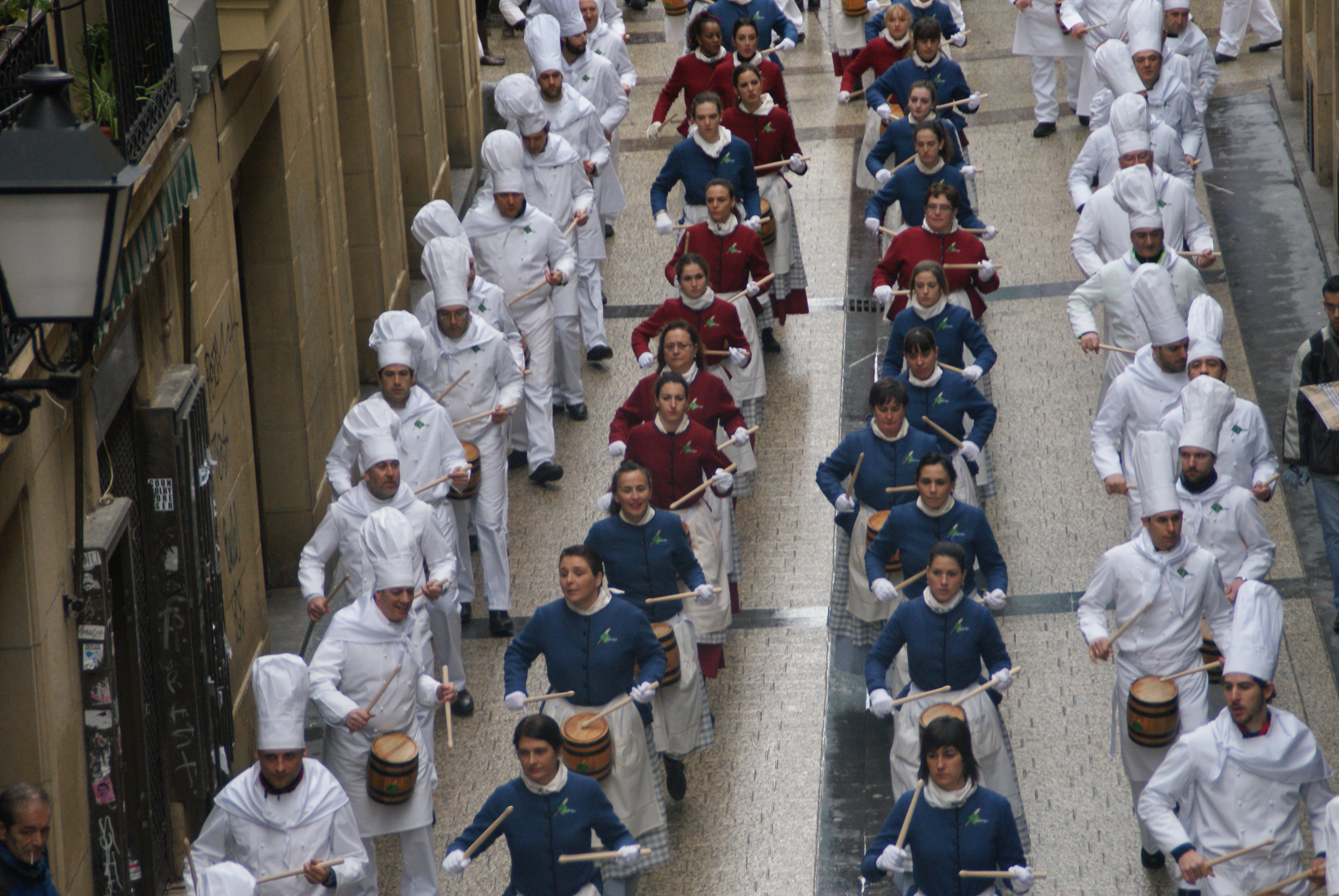
Barriles, vestidos de cocineros, y aguadoras

- Barriles, vestidos de cocineros, y aguadorasBarriles: cierran la Tamborrada, siendo el grupo más numeroso. Suelen tocar el barril o la herrada, que son instrumentos con un sonido similar. El número mínimo de barriles para formar una compañía es de 40. Generalmente el número de barriles duplica aproximadamente al de tambores, ya que el sonido de estos instrumentos es más apagado que el de los tambores. Son dirigidos por un cabo de barriles. Este grupo se suele dividir a su vez en dos subgrupos:
  - Los que propiamente son barriles, que tocan este instrumento y suelen vestir el traje tradicional de cocinero, de blanco, con delantal y el típico gorro de cocinero. Suelen ser los más habituales, y todas las tamborradas cuentan entre sus componentes con compañías de barriles uniformados de esta guisa.
  - Las aguadoras suelen ser exclusivamente mujeres. No todas las Tamborradas cuentan con aguadoras. Se distinguen del resto de barriles porque tocan la herrada y visten con el traje tradicional vasco de aguadora. Pueden formar compañías propias de aguadoras o estar integradas en compañías de barriles.

## Música de la Tamborrada
La lista de piezas que se tocan durante la Tamborrada de San Sebastián está limitada actualmente a una docena de piezas compuestas en su mayor parte por el compositor donostiarra Raimundo Sarriegui (1838-1913) . Entre las 23:30 horas del 19 de enero y las 24:00h del 20 de enero solo está permitido que las Tamborradas interpreten este repertorio. La Marcha de San Sebastián solo puede tocarse a partir de las 00h00 del 20 de enero; y a partir de las 24h00 ya no se puede tocar más. Después de la arriada, a las 24h00, se interpretan otras composiciones diferentes a las que se han tocado a lo largo del día (Cosacos de Kazan, el himno de la Real Sociedad, etc.).
Las piezas obligatorias que todas las Tamborradas deben tocar son las seis que forman el que se considera repertorio tradicional de la Tamborrada del Día de San Sebastián, compuesto por Raimundo Sarriegui. Estas piezas son:
- Marcha de San Sebastián (1861): es considerado el himno de la ciudad. Aunque en general no es cantada por las Tamborradas cuando la interpretan, cuenta con una letra en euskera de Serafín Baroja.
- Retreta (Pasodoble 2.º de Tambores), más conocida como "Tatiago" (1884).
- Iriyarena (1882): existió con anterioridad a la composición de Sarriegui otro "Iriyarena" que se interpretaba para anunciar la celebración de las sokamuturras y que por tanto se tocaba en las Tamborradas originales. Iriyarena quiere decir en el dialecto local del euskera "de la ciudad". La composición de Sarriegui se pensó originalmente para los Carnavales y se añadió al repertorio de la Tamborrada en 1965.
- Polka de tambores, conocida simplemente como "Polka" (1885): También fue compuesta originalmente para los Carnavales donostiarras, se incorporó al repertorio de la Tamborrada en 1965.
- Diana (1882).
- Retreta (Pasodoble 1.º de Tambores), conocido simplemente como "Retreta" (1882): se incorporó al repertorio en 1965.

En la década de 1990 se amplió este repertorio oficial añadiendo un par de composiciones populares que ya venían siendo habituales en las Arriadas como ''Gau ibilera'' y ''Hau dek hau", así como recuperando tres antiguas composiciones de Sarriegui, no muy conocidas, que habían sido recuperadas en 1994 por la Comparsa de Caldereros de Gros y la Tamborrada de La Gaviota. Estas tres composiciones de Sarriegui son conocidas desde entonces como ''las nuevas de Sarriegui".
Estas composiciones son optativas. Es decir, se pueden tocar durante el Día de San Sebastián, pero las Tamborradas no están obligadas a hacerlo.
- Gau ibilera (popular): se trata de una melodía popular vasca sin autor conocido cuyo nombre quiere decir Paseo nocturno. Es conocida popularmente como Txis pun o también como El alcalde le dijo al obispo.
- Hau dek hau (de José Azarola)
- Caballería de Viejas: Sarriegui compuso esta pieza originalmente para una comparsa de Carnaval (Comparsa sobre viejas) que estaba formada por jinetes montados a las espaldas de viejas. Esta comparsa salió en los Carnavales de 1870. Posteriormente la pieza apareció publicada en 1881 junto con el resto de la música de Carnaval de Sarriegui. Fue recuperada por la Comparsa de Caldereros de Gros en 1994 e incorporada al repertorio del día de San Sebastián a partir de 1998 como pieza opcional. Esta pieza se caracteriza porque en algunos pasajes de la misma los integrantes de la Tamborrada van agachándose a medida que tocan.
- Caballería de Gallos: compuesta para una representación del domingo de Carnaval de 1882 por Sarriegui. Se trataba originalmente de una comparsa de soldados romanos montados encima de gallos. Esta comparsa original fue recuperada por la Comparsa de Caldereros de Gros en 1994 e incorporada al repertorio del día de San Sebastián a partir de 1998 como pieza opcional. Esta pieza se caracteriza porque en los pasajes donde se tocan los palillos, las tamborradas suelen realizar un par de "cargas".
- Ataque de Errikoshemes: esta composición de Sarriegui se estrenó en 1861, junto a la Marcha de San Sebastián. Errikosheme o Herriko seme (como se escribe en euskera normativo actual) quiere decir hijo del pueblo y se refería en el siglo XIX a los donostiarras castizos.

En 2013 se añadió una duodécima composición al repertorio, también opcional, se trata de la marcha que precedió a la compuesta por Sarriegui como himno de la ciudad.
- Antigua Marcha de San Sebastián / Donostiako Antzinako Himnoa: Al parecer, el origen de la marcha primitiva se remontaría a los siglos XVII y XVIII. Es un zortziko que fue adaptado por José Juan Santesteban.

## La Tamborrada
La fiesta empieza a la media noche del día 19 de enero en la plaza de la Constitución con la izada de la bandera de la ciudad. La sociedad Gaztelubide y representantes de otras tamborradas comienzan a tocar la Marcha de San Sebastián, del maestro Raimundo Sarriegui y el resto de composiciones: Diana, Retreta, Tatiago, Iriyarena, Caballería de viejas, etc. Un centenar de compañías formadas por 20 a 50 tambores y entre 50 y 100 barriles desfilan por todos los barrios de la ciudad durante el día 20.

## Participantes
Los participantes en las más de 140 tamborradas que recorren la ciudad (en total 17.366 participantes, 7.029 mujeres y 10.337 hombres en 2017) se dividen en dos grupos: los tamborreros (que tocan el tambor) y los cocineros/aguadoras. Los primeros visten un uniforme de un cuerpo de un ejército de la época napoleónica. El segundo grupo toca instrumentos que tienen igual sonido: el barril y la herrada, respectivamente. También participan gastadores, abanderados y cantineras.
Los niños tienen durante la mañana de ese día su tamborrada infantil con 49 compañías (7.697 participantes en 2017), la cual comienza en los jardines de Alderdi Eder y recorre las principales calles de la ciudad. De entre ellos se escoge el general y sus ayudantes y a La Bella Easo infantil y sus damas de honor.
La fiesta continúa hasta las 12 de la noche del 20 de enero, cuando la ciudad se reúne de nuevo principalmente en la Plaza de la Constitución alrededor de la tamborrada de la Unión Artesana (la Sociedad más antigua de la ciudad). Esta compañía toca las composiciones de Sarriegui por última vez, para acabar interpretando la Marcha de San Sebastián a las doce de la noche, a la vez que el alcalde arría la bandera de San Sebastián. Después de la arriada se interpretan otras composiciones diferentes a las que se han tocado a lo largo del día (Cosacos de Kazan, el himno de la Real Sociedad, etc.).

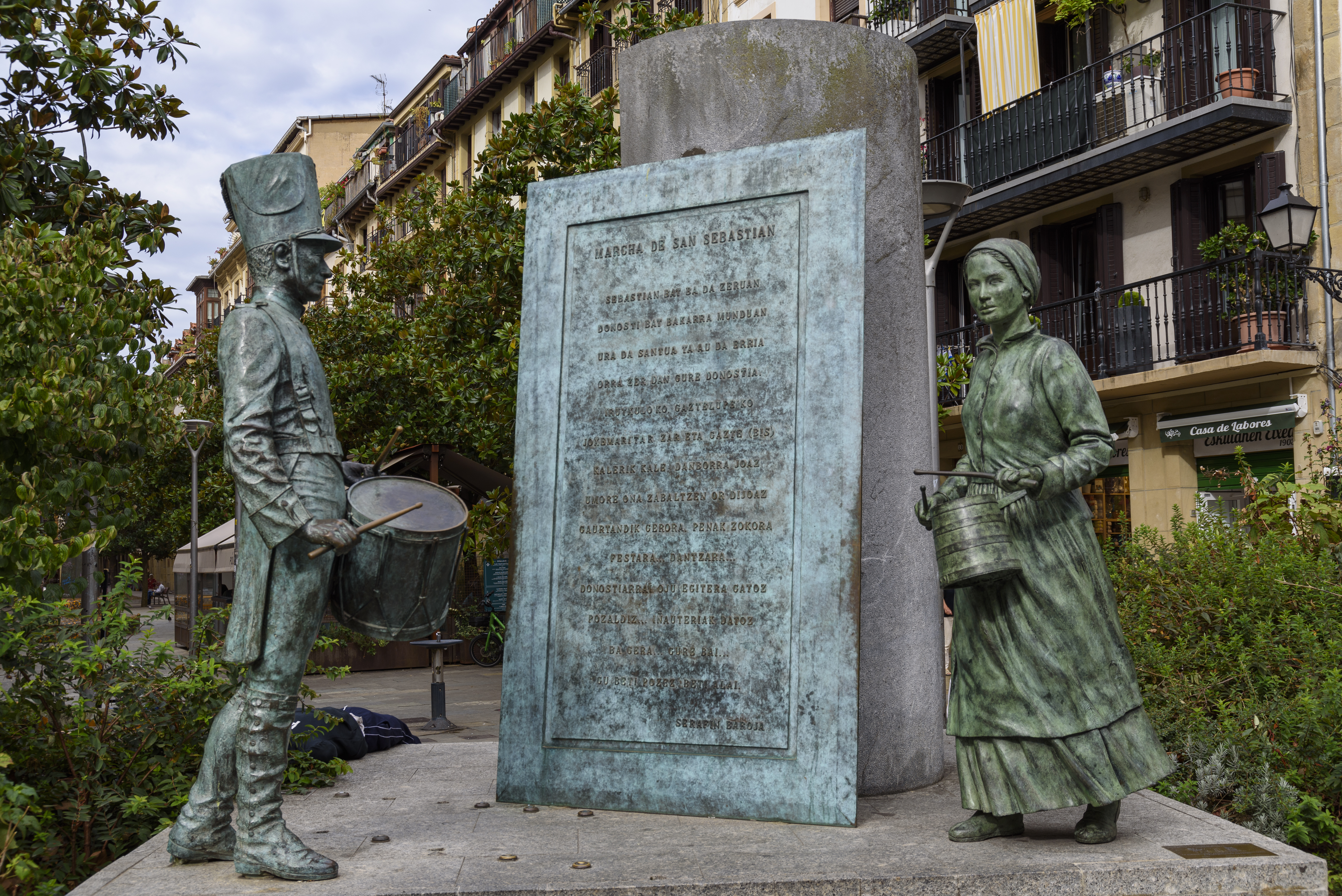
Escultura con la letra de la Marcha de San Sebastián, un tamborrero y una aguadora.

Durante estas 24 horas de festividad se entregan los premios más importantes concedidos por la ciudad, que son el Tambor de Oro y las Medallas al Mérito Ciudadano de San Sebastián.

## Marcha de San Sebastián
La letra de la marcha fue escrita, en euskera, por Serafín Baroja, padre del también escritor donostiarra Pío Baroja. La letra en castellano no es oficial ni cantada nunca y se incluye para salvar el impedimento lingüístico:
| Versión actual en euskera Bagera! gu (e)re bai gu beti pozez, beti alai! Sebastian bat bada zeruan Donosti(a) bat bakarra munduan hura da santua ta hau da herria horra zer den gure Donostia! Irutxuloko, Gaztelupeko Joxemaritar zahar eta gazte kalerik kale danborra joaz umore ona zabaltzen hor dihoaz Joxemari! Gaurtandik gerora penak zokora Festara! Dantzara! Donostiarrei oihu egitera gatoz pozaldiz! Inauteriak datoz! Bagera! gu (e)re bai gu beti pozez, beti alai! | Traducción al castellano ¡Estamos! nosotros también nosotros siempre contentos, ¡siempre alegres! Hay un Sebastián en el cielo un único Donosti(a) en el mundo aquel es el santo y éste es el pueblo ¡he ahí lo que es nuestro San Sebastián! De Irutxulo, de Gaztelupe Joxemaritarra viejo y joven de calle en calle tocando el tambor allí van extendiendo el buen humor ¡Joxemari! De hoy en adelante las penas fuera ¡A la fiesta! ¡A bailar! Venimos a llamar a los donostiarras ¡Contentos! ¡Vienen los Carnavales! ¡Estamos! nosotros también nosotros siempre contentos, ¡siempre alegres! |

Sin embargo, y gracias a una investigación llevada a cabo en 2008 por el Ayuntamiento de San Sebastián, se consiguió dar con la letra tal cual fue compuesta por Serafín Baroja, sin modificaciones, sobre la base de la publicada en el periódico donostiarra El Urumea del 10 de enero de 1884. La letra original sería la que sigue:
| Versión original Bagera...! gure bai ¡Kalera...! Nora nai ¡Beti pozez! Beti alai Sebastian bakar bat, da zeruan ta Donosti bakar bat munduan ¡Zer santuaa ta zer herria ta zer gaur egun guziko alegria! Irutxuloko Gaztelupeko, Josemaritar zar eta gazte Josemari emiakin nazte, kalerik kale, tanborra juaz umore ona banatzen or dijuaz Gaurtandik gerora penak sokora, ¡Festara! ¡Dantzara! Donostiarrai oju egitera gatoz ¡Iñauteriak datoz! Bagera...! gure bai ¡Kalera...! Nora nai ¡Beti pozez! Beti alai | Traducción al castellano ¡Estamos...! nosotros también ¡A la calle...! A donde sea ¡Siempre contentos! Siempre alegres Hay un único Sebastián, en el cielo y un único Donosti en el mundo ¡Es el santo es el pueblo es la alegría de todo el día de hoy! De Irutxulo de Gaztelupe, Josemaritar viejo y joven Josemari mézclate con las mujeres, de calle en calle, tocando el tambor repartiendo el buen humor allí van De hoy en adelante las penas fuera, ¡A la fiesta! ¡A bailar! A llamar a los donostiarras venimos ¡Vienen los Carnavales! ¡Estamos...! nosotros también ¡A la calle...! A donde sea ¡Siempre contentos! Siempre alegres |

Esta marcha se divide en tres partes:
La primera ensalza la ciudad, única en el mundo; y el santo, único en el cielo.
La segunda parte habla de los "joxemaritarras", que van tocando de calle en calle divirtiendo a la gente. En la versión actual la primera frase en que se habla de los "joxemaritarras" se alude a los "jóvenes y viejos" y se repite nuevamente la misma frase; en la original, sin embargo, la primera frase es igual a la versión actual pero en la siguiente se dice "josemari, mézclate con las mujeres".
En la tercera parte se hace referencia a que desde las doce de la noche hay que olvidar las penas, ya que los tamborreros van a ir gritando por la ciudad, y que los carnavales se acercan. Además, al principio y al final del himno, se dice "estamos aquí nosotros también, siempre felices, siempre alegres".

## Compañías de la Tamborrada

### Tamborradas adultas
Para ser considerada tamborrada "oficial" y, por lo tanto, poder optar a una subvención municipal, es obligatorio que esté organizada por una sociedad benéfica, cultural, recreativa o deportiva asentada en San Sebastián. Las tamborradas de nueva creación deben desfilar por la zona o barrio en que la sociedad tenga su sede y deben amoldarse a los recorridos y horarios de las tamborradas más antiguas, teniendo estas derecho de preferencia a la hora de establecer sus horarios y recorridos. Existe una coordinadora de tamborradas que dispone de delegados que representan las tamborradas de cada zona de la ciudad, que es la encargada de tomar las decisiones necesarias para la buena marcha de la fiesta y de realizar los enlaces pertinentes con el Centro de Atracción y Turismo y con el Ayuntamiento.
Las tamborradas de mayor antigüedad son las organizadas por las sociedades gastronómicas. Los socios de muchas de ellas son exclusivamente hombres, razón por la que en algunas tamborradas eran las cantineras las únicas representantes femeninas. En el año 2007, tras presiones municipales, Gaztelubide, una de las sociedades que se había opuesto con mayor ahínco a la participación de la mujer en su tamborrada, pasó a ser mixta tras incorporar aguadoras. La conversión se realizó tras amenazar el ayuntamiento a Gaztelubide con quitarle el derecho adquirido a ser la Tamborrada que actuara en la Izada, si no incorporaba mujeres a sus filas. Desde 2009 las tamborradas exclusivamente masculinas no tienen derecho a recibir subvenciones municipales.

La relación de compañías en 

### Tamborrada infantil
La Tamborrada infantil desfila por el Centro de la ciudad con 49 compañías procedentes de la mayor parte de los centros escolares de la ciudad. Además de la principal tamborrada infantil, una tamborrada infantil de una sola compañía desfila por el barrio de El Antiguo.

La relación de compañías en 

## Galería

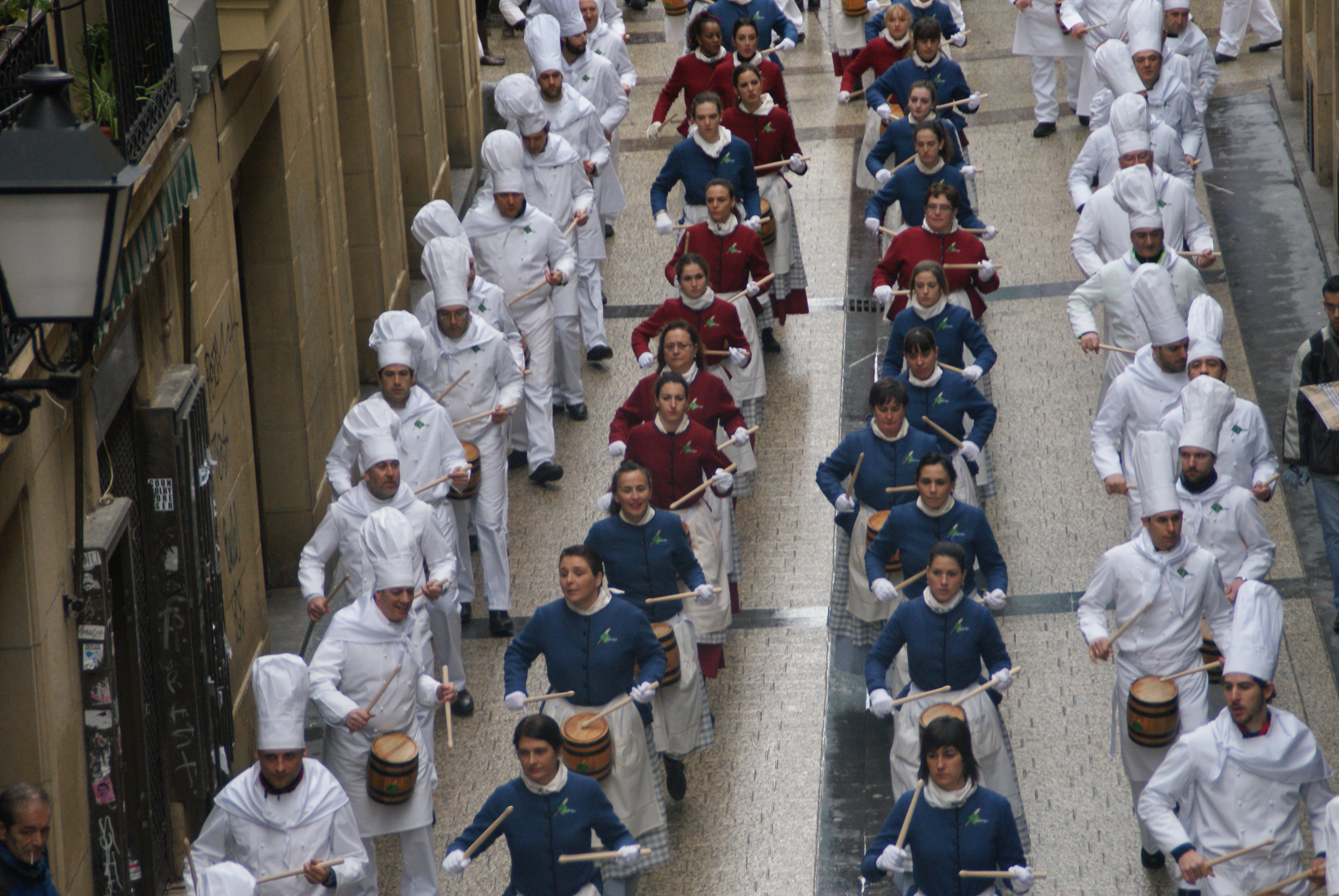
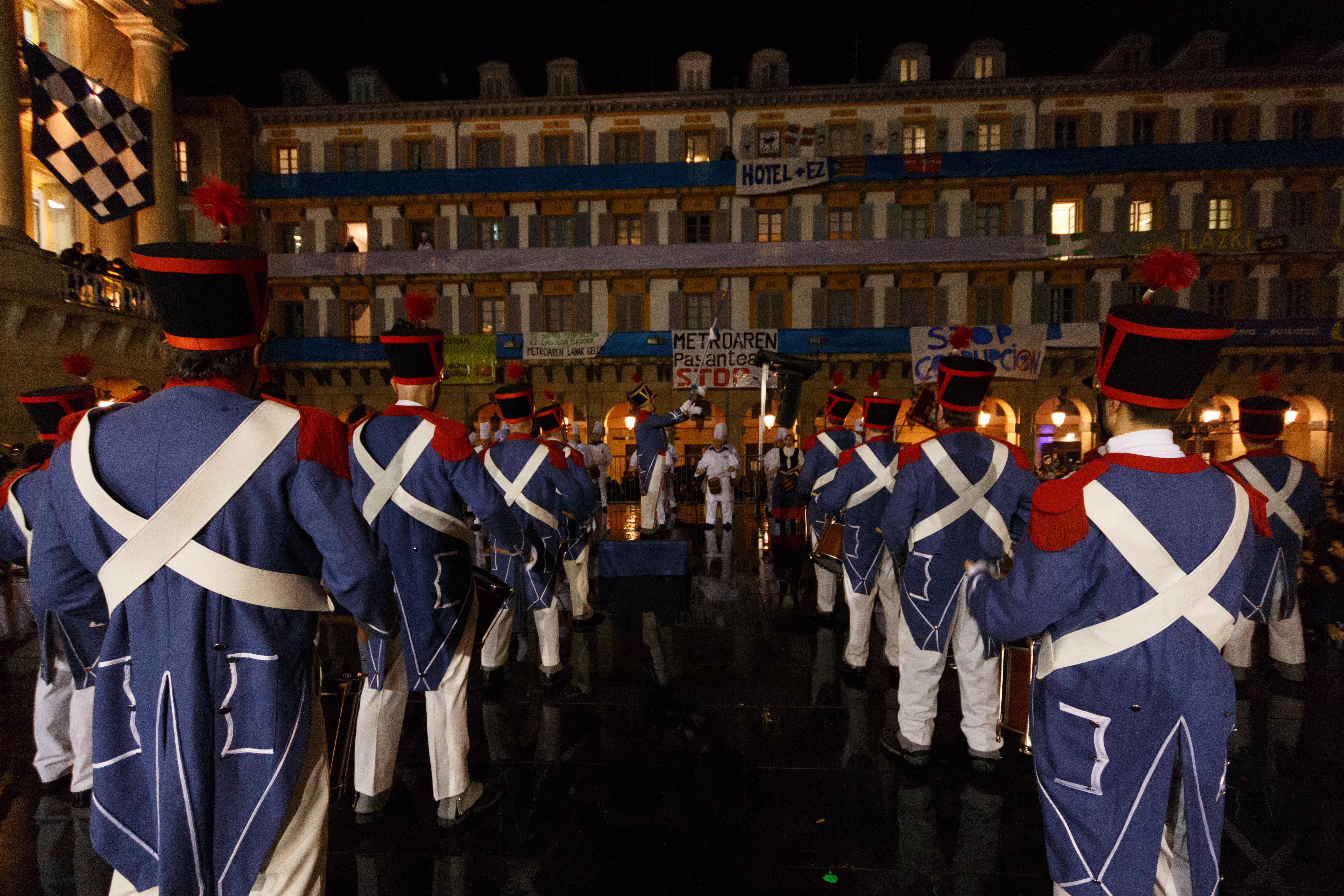
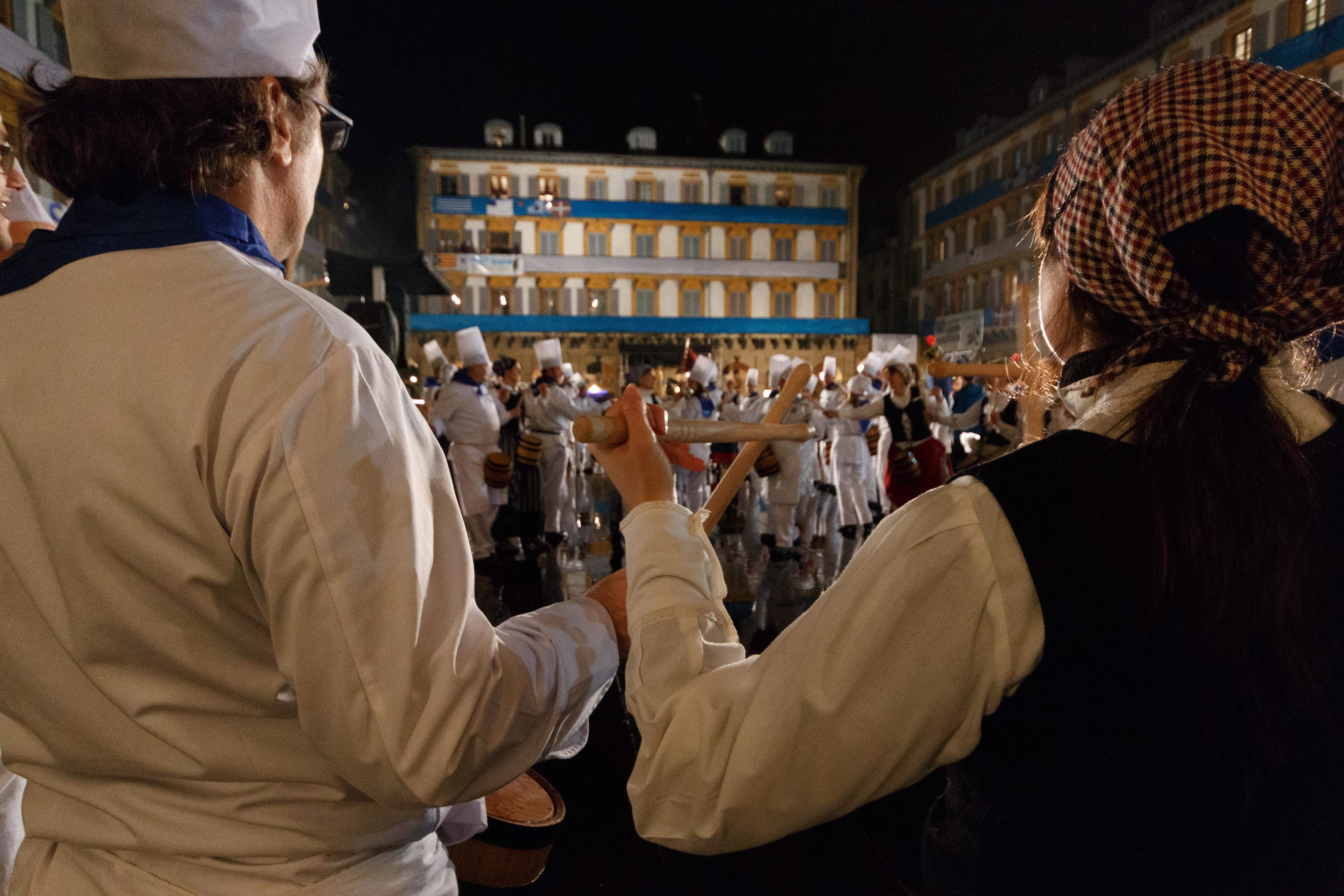
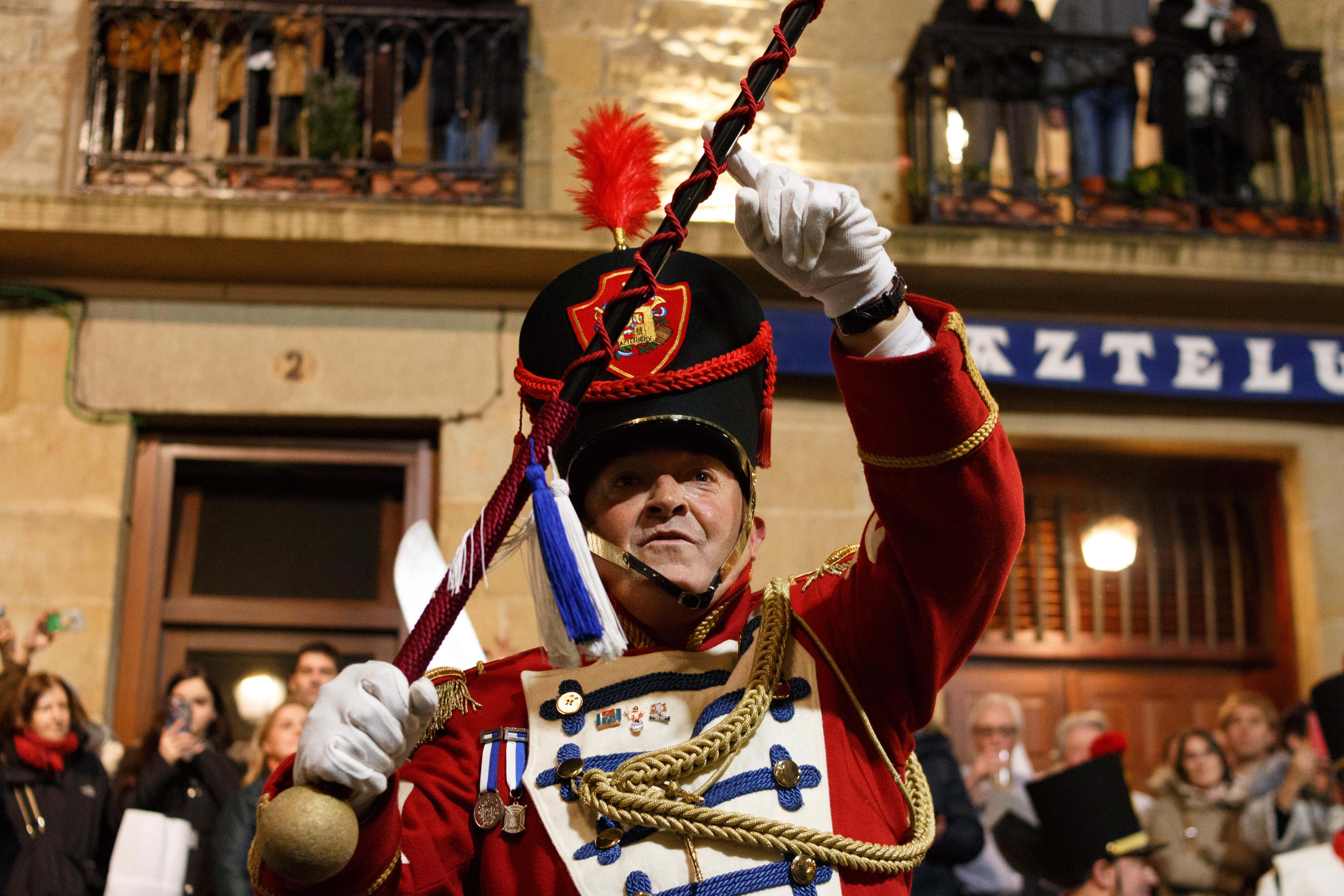
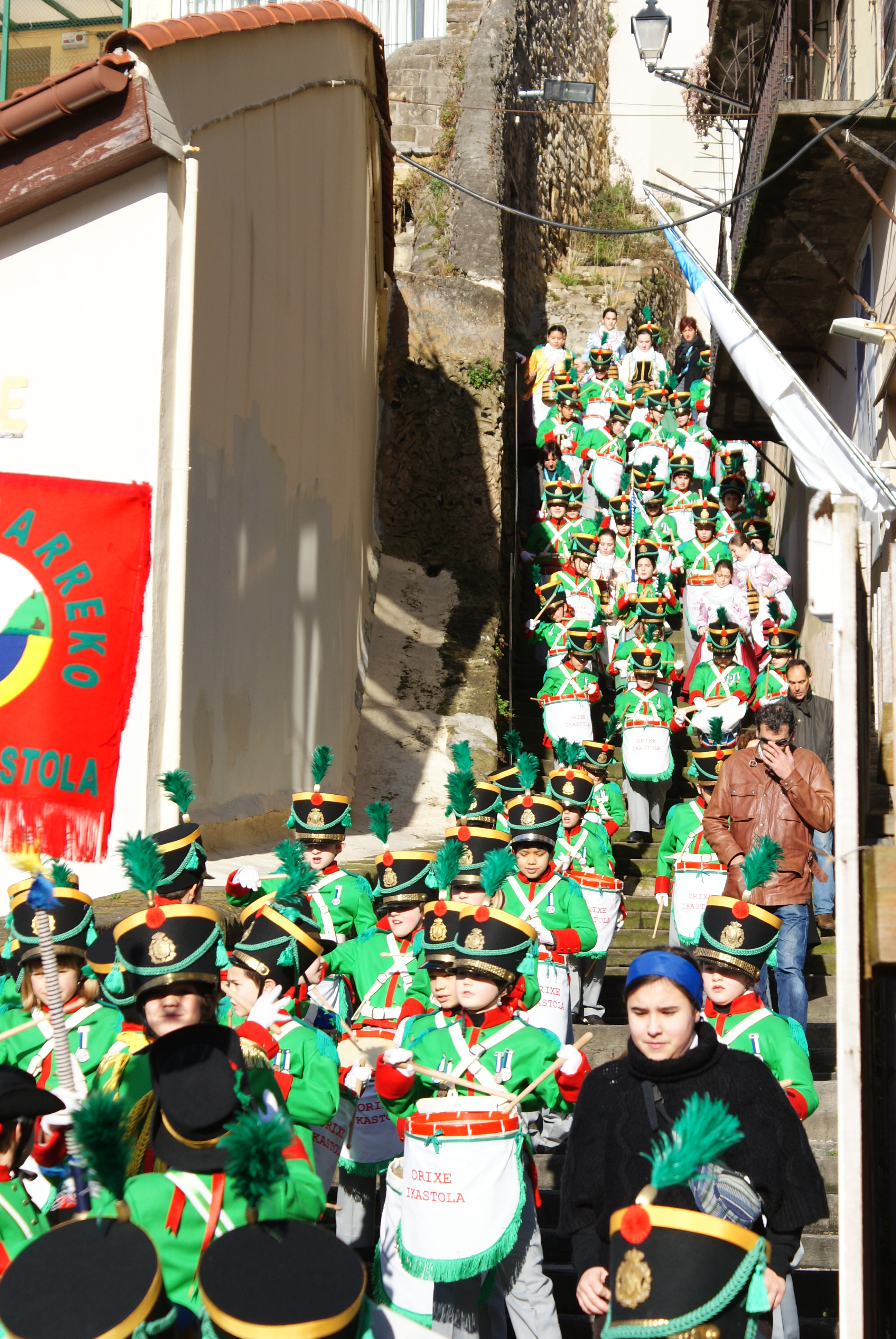
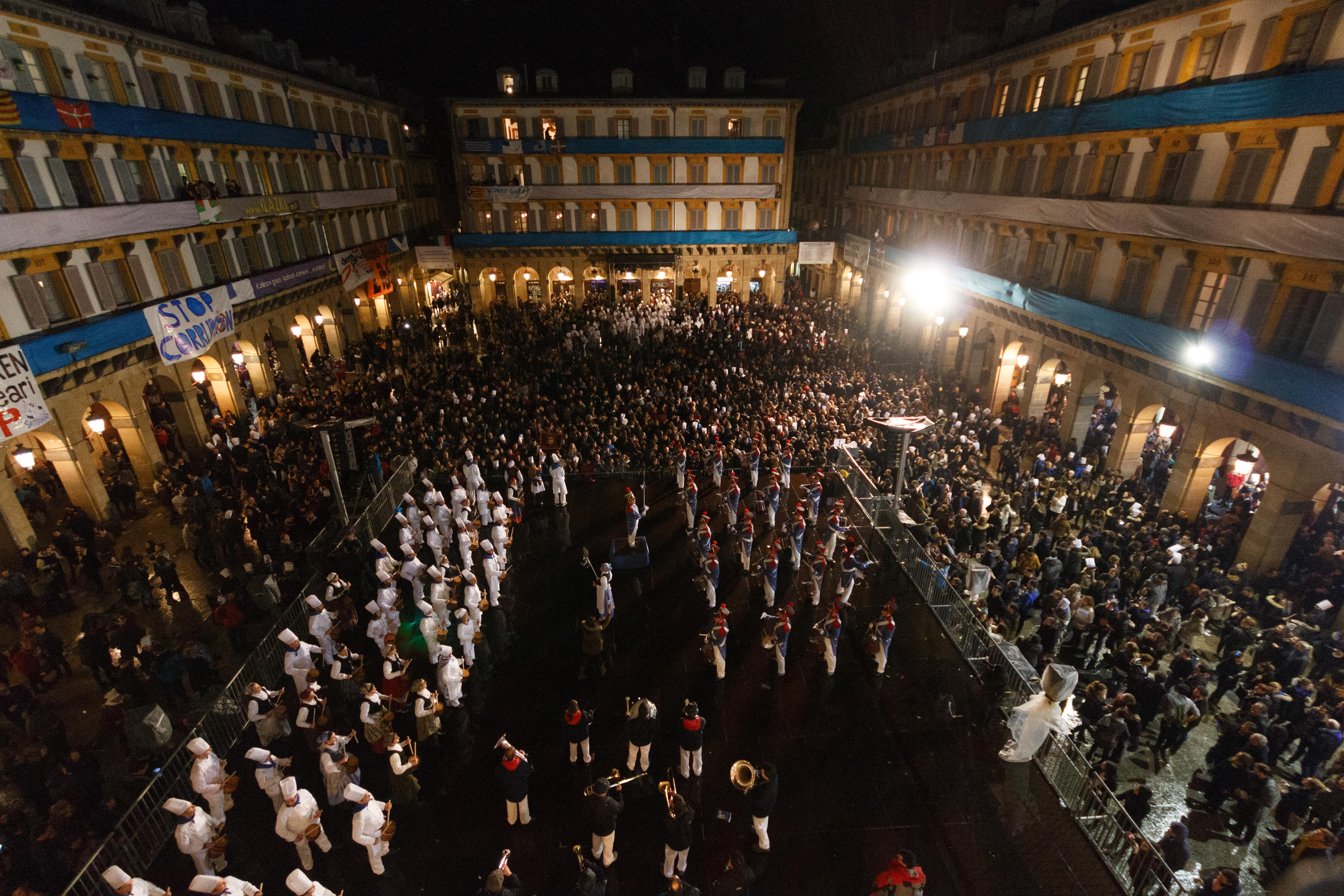
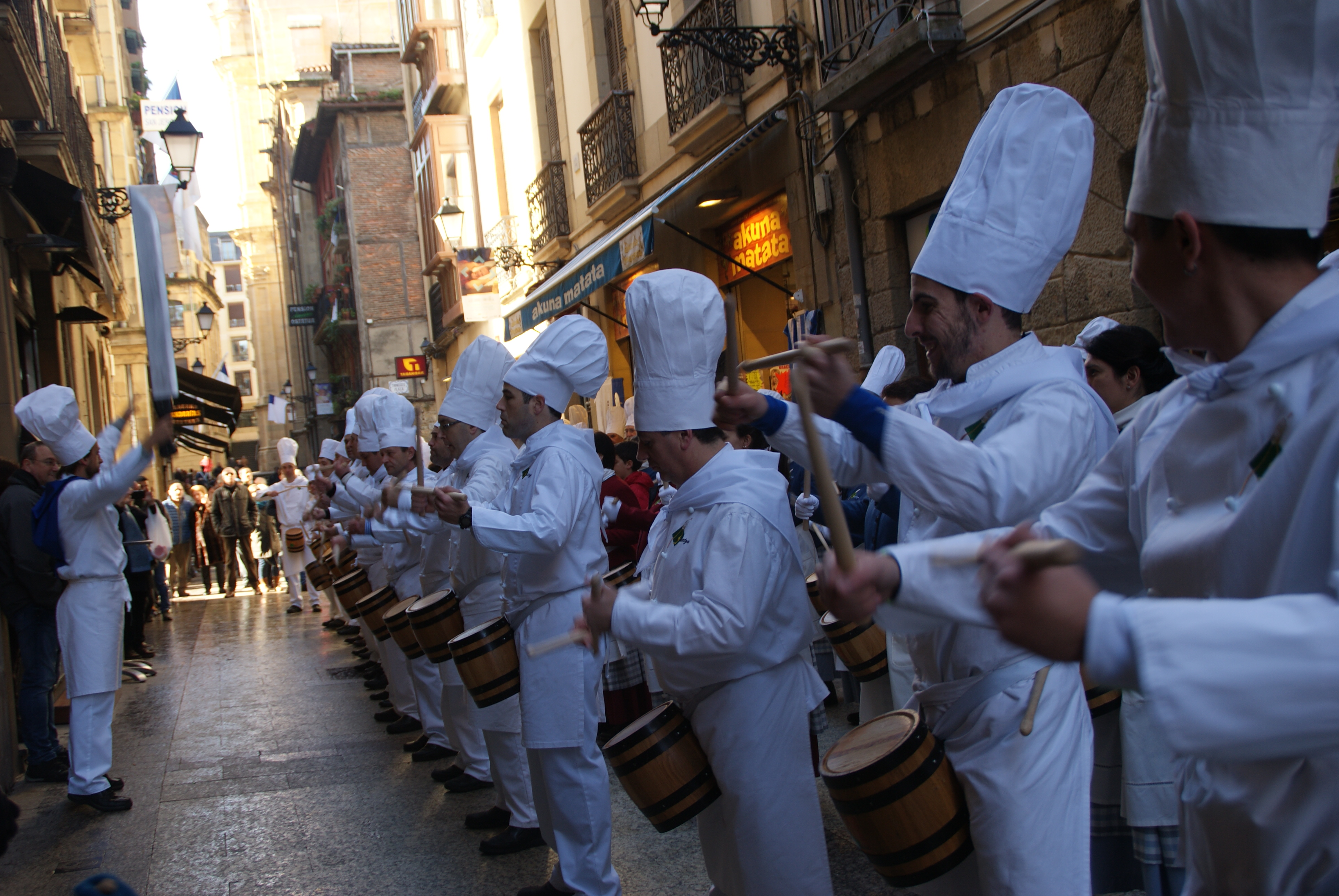
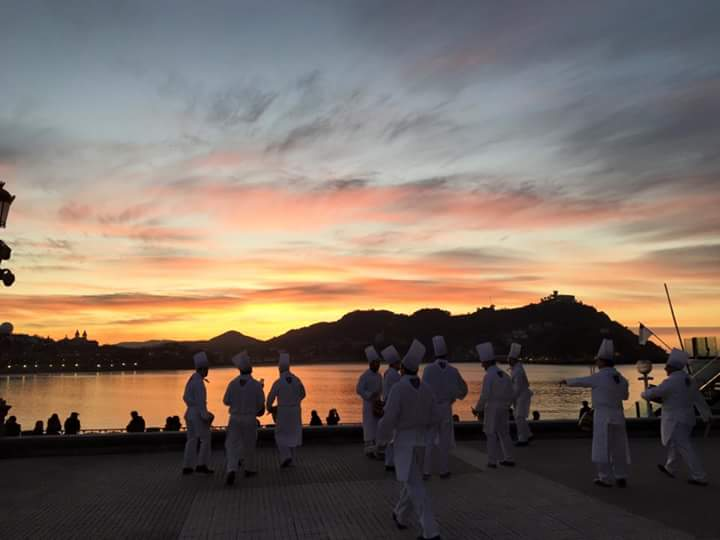
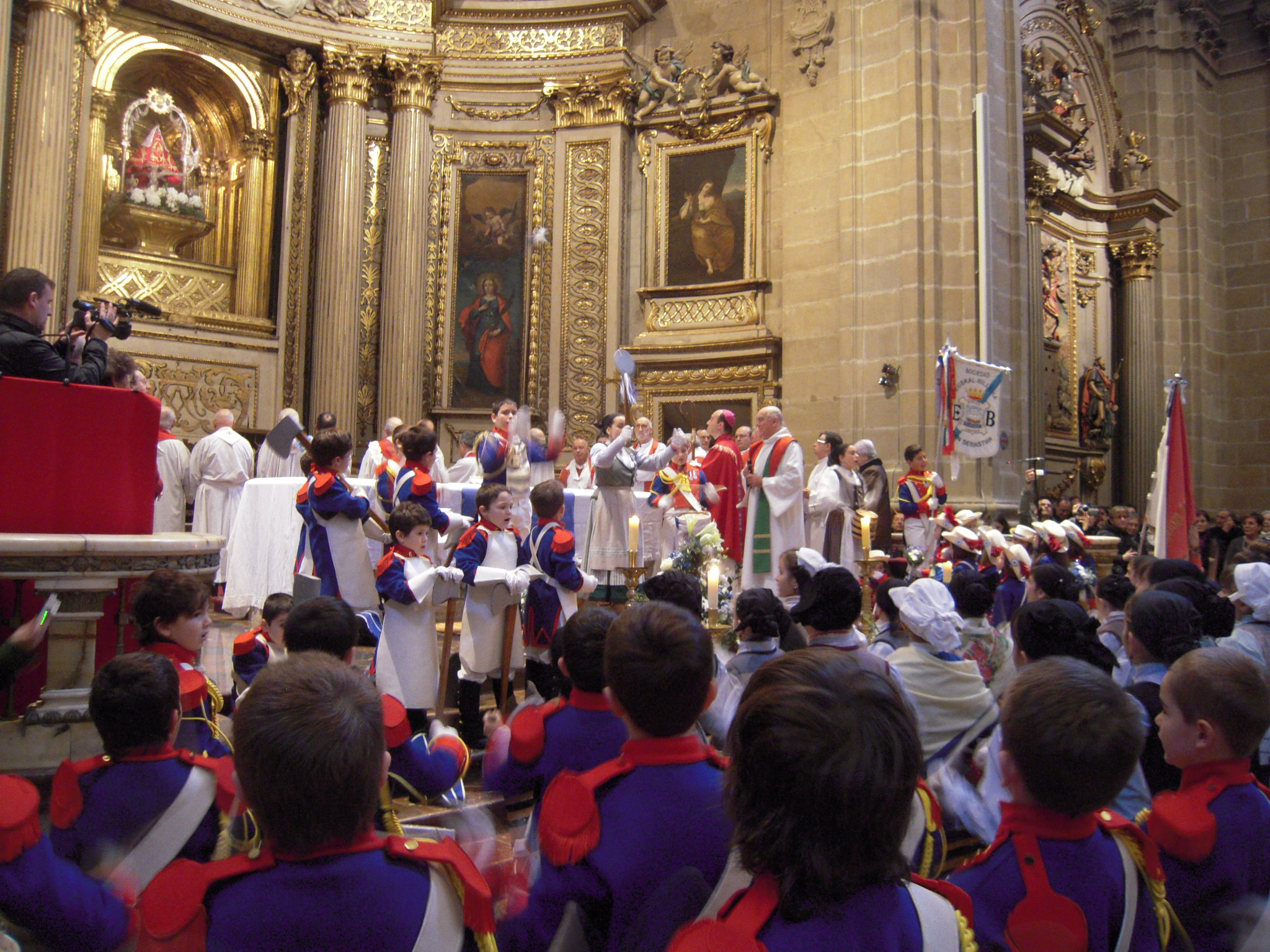